# فرمی ۸۱۰۳
سیارک ۸۱۰۳ (به انگلیسی: 8103 Fermi، نامگذاری:1994BE) هشت هزار و صد و سومین سیارک کشف شده‌است که در ۱۹ ژانویه ۱۹۹۴ کشف شد.
قدر مطلق سیارک برابر ۱۳٫۵۰ است.